# Toggenburger Möbelmalerei

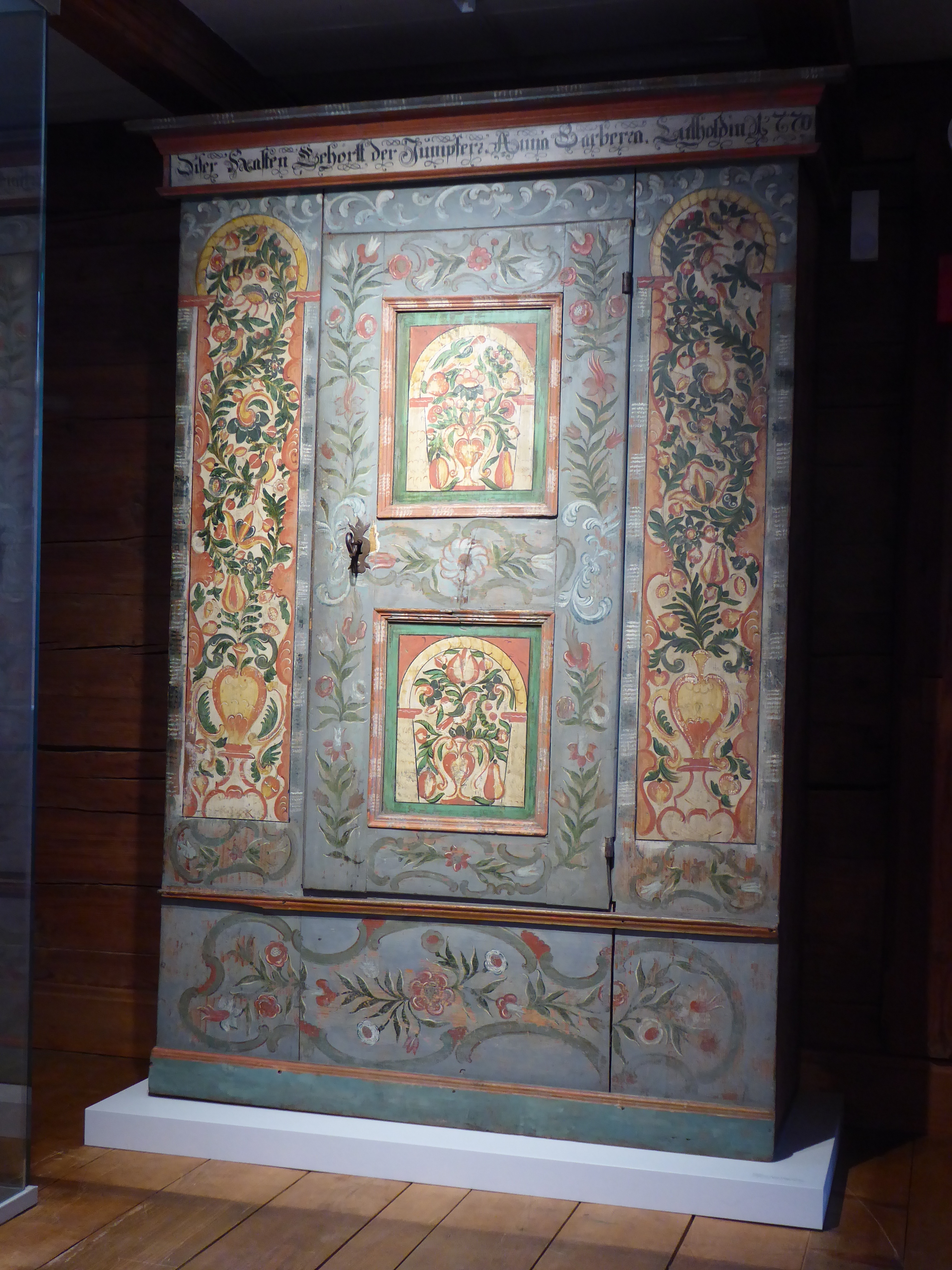
Bemalter Toggenburger Schrank eines unbekannten Malers, 1770

Die Möbelmalerei ist eine in ganz Europa verbreitete ländlich-bäuerliche Kunst. Im Toggenburg und im Appenzellerland finden sich die reichhaltigsten Beispiele der Bauernmöbelmalerei innerhalb der Schweiz. Im Toggenburg blühte die Möbelmalerei zwischen 1730 und 1850. Die bäuerliche Möbelmalerei zeigt beispielhaft den fliessenden Kulturraum, der damals durch Verbindungen nach Vorarlberg, Tirol und Bayern bestand.

## Epochen

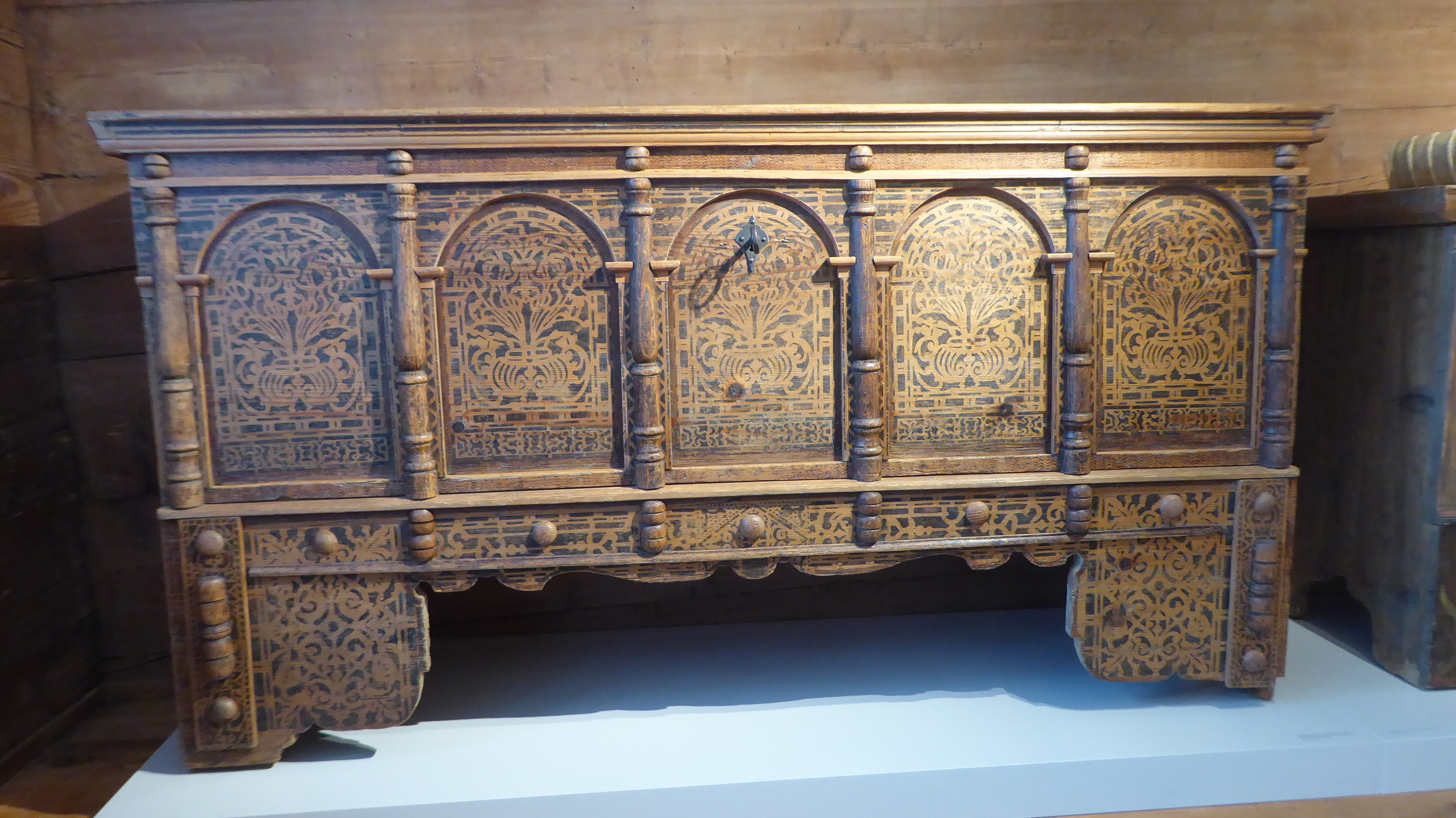
Truhe mit Schablonenmalerei, unbekannter Maler, um 1780

Bereits aus dem 17. Jahrhundert sind erste Bemalungen auf Ostschweizer Bauernmöbel bekannt. Die Bemalung des Fichtenholzes erfolgte meist durch einfache Schablonenmalerei, die von städtischen Intarsien-Möbel inspiriert war.

### Barock (um 1750 bis 1790)

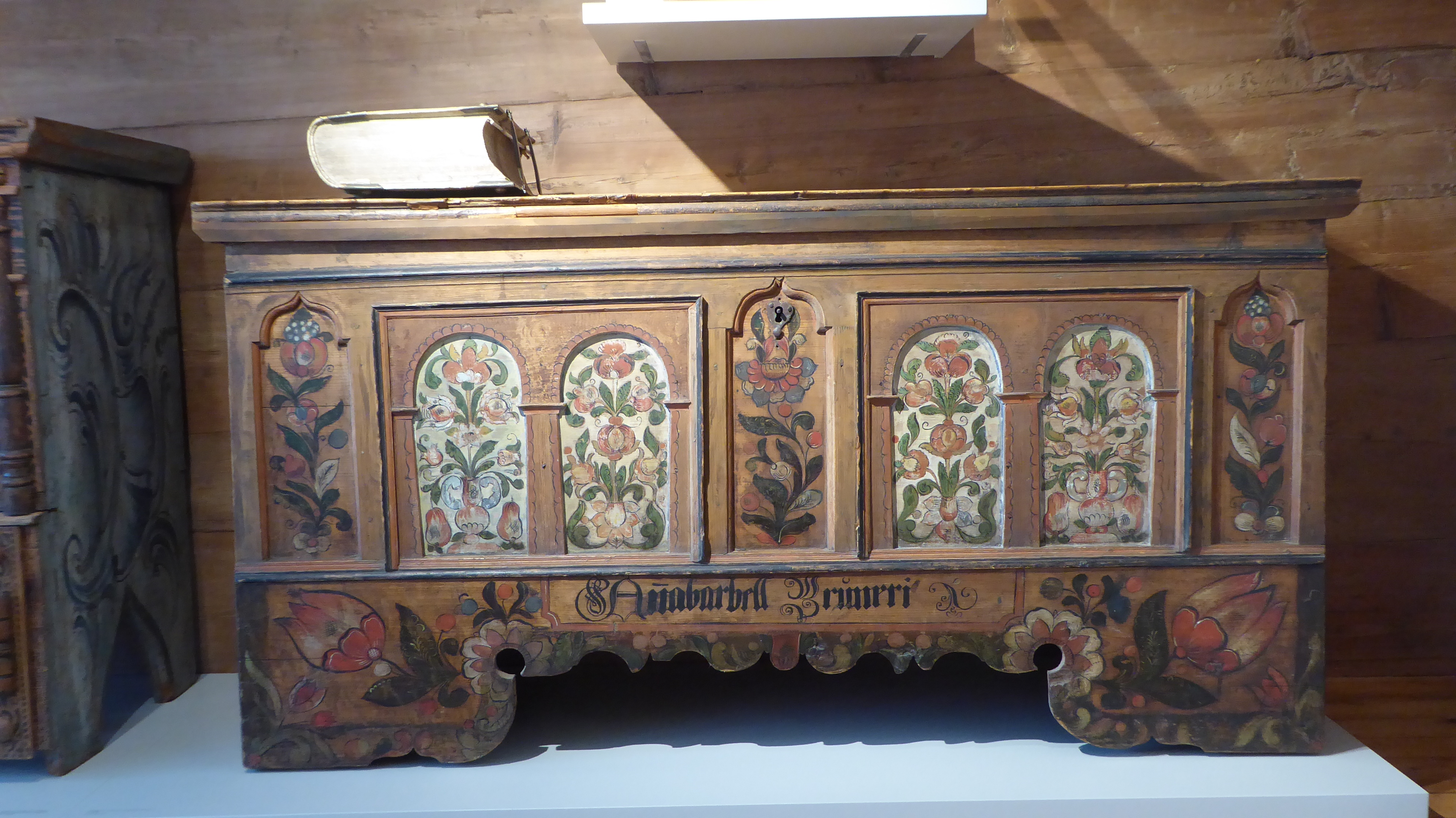
Truhe, um 1740

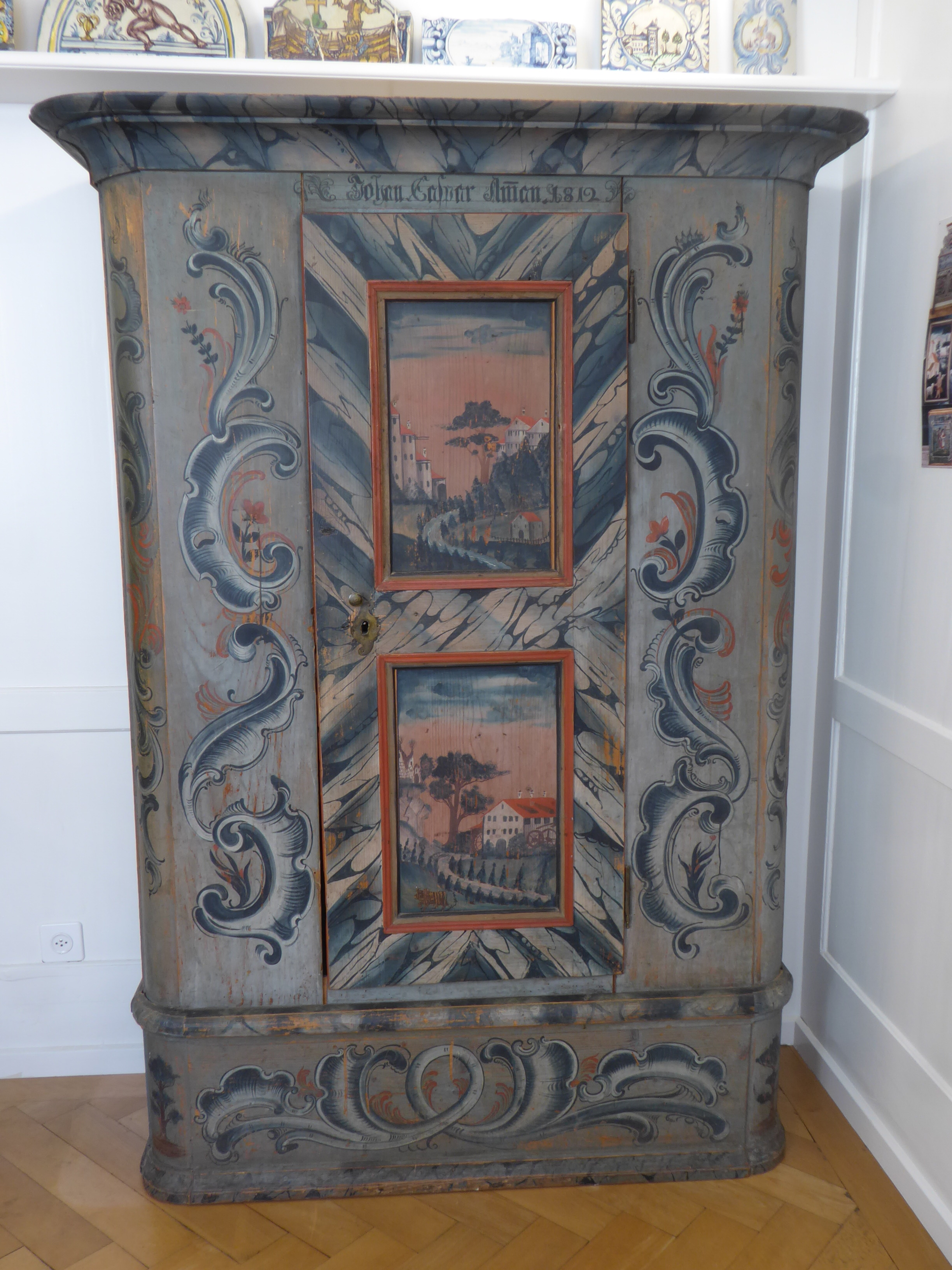
Rokoko-Schrank, 1812

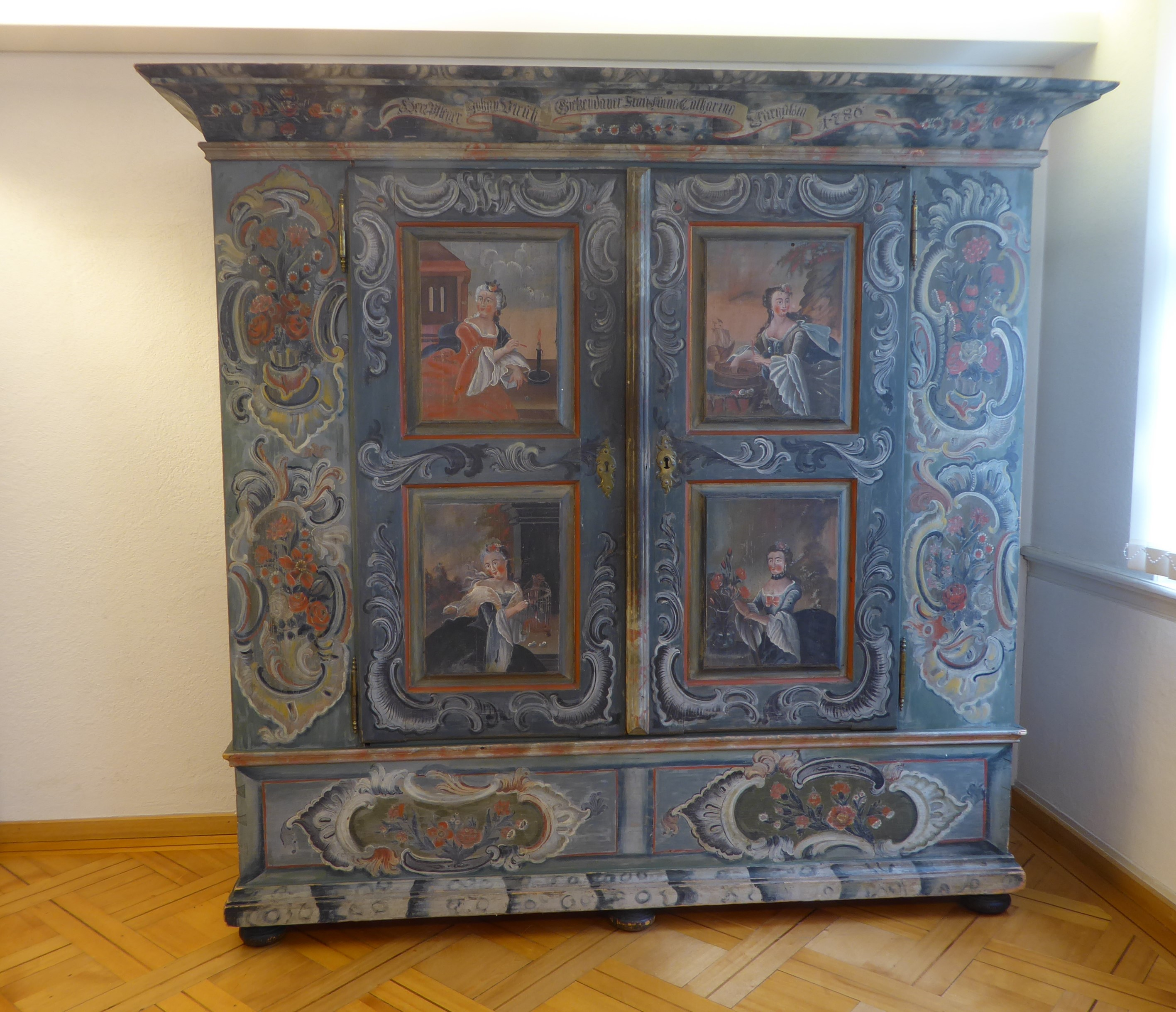
Barock-Schrank aus dem Jahr 1780

Um 1730 treten im oberen Toggenburg die ersten bekannten Möbelmalereien auf. Zunächst wurden hauptsächlich Truhen (Tröge) bemalt, da Schränke noch wenig begehrt waren. Als Motive finden sich zuerst pflanzliches Dekor wie Blumen, Früchte und Rankenwerk, später Tierdarstellung – vor allem Vögel – und Menschen.
Der Kunsthistoriker Jost Kirchgraber schreibt zur Toggenburger Malerei: «Berückend, aber äußerst schwer zu belegen ist der Gedanke, ob nicht der Pietismus es war, der die Welt der Reformierten farbiger machen half?»
Der Pietismus war eine Strömung, die im 17. Jahrhundert innerhalb des Protestantismus entstand und im Toggenburg recht weite Verbreitung fand.

### Rokoko (um 1790 bis um 1820)
Nach 1760 wandelt sich der Barock- zum Rokokostil, wovon es in der Toggenburger Bauernmalerei vielfältige und reichhaltige Beispiele gibt. Zahlreich sind Möbel mit Preussischblau. Charakteristisch sind Rocaillen, Kastenfüllungen mit fantasievollen Landschaften und Häusern sowie ornamentale Ausschmückungen, vor allem mit Blumenmotiven. Nebst Möbeln wurden auch Wände in den Häusern, Hausorgeln und Hausfassaden bemalt. Um 1820 ging der Rokoko- in den Biedermeier-Stil über.

### Biedermeier (um 1820 bis um 1850)

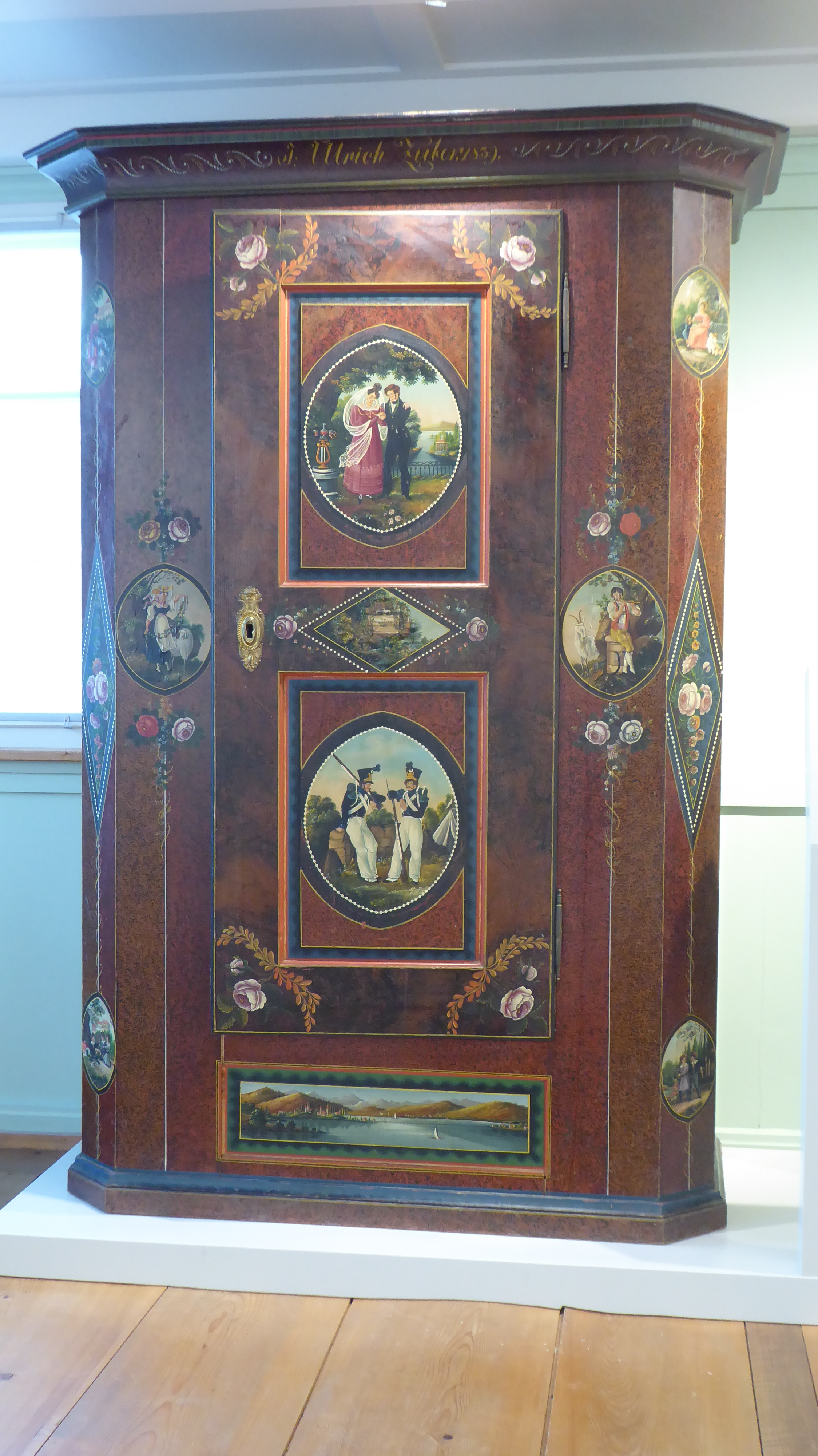
Kasten für «J. Ulrich Zuber», 1839

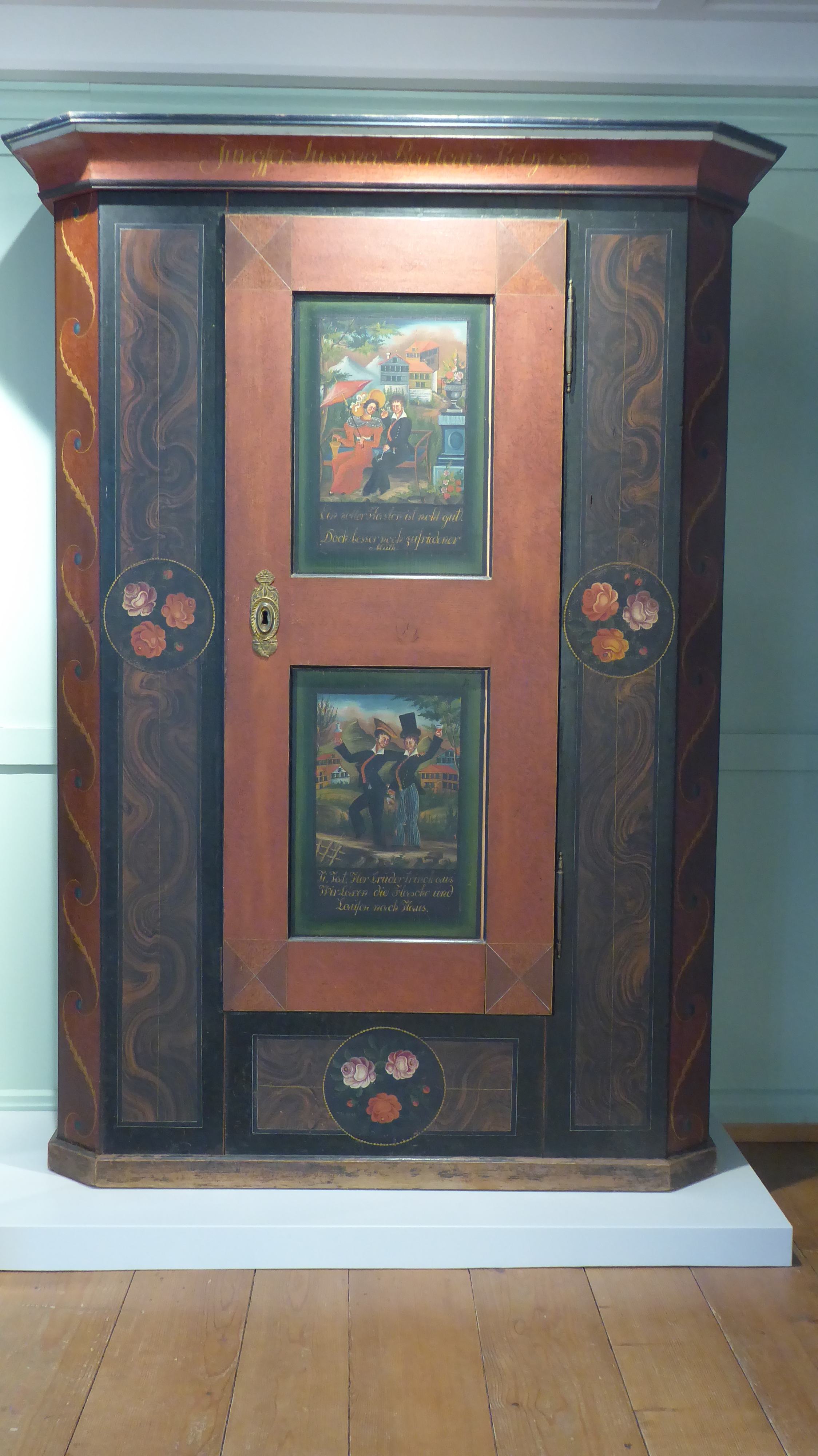
Biedermeier-Schrank, 1829

Nach den unruhigen Zeiten brachte 1803 die Gründung des Kantons St. Gallen den Toggenburgern verlässliche Strukturen. Ein neues Bürgertum etablierte sich auf dem Land. Die vielen neu entstandenen Fabrikbetriebe förderten mit ihren reglementarischen Arbeitszeiten den Familiensinn. Ordnung und schlichte Bescheidenheit wurden zum gesellschaftlichen Massstab.
Nach 1820 übernahmen Möbelmaler biedermeierliche Stilelemente, die im Toggenburg bis um 1850 anzutreffen sind. Die Landschaften in den Türfüllungen bleiben phantasievoll, die Personen werden jedoch konkreter dargestellt, Anzeichen sich enthüllender Individualität und Aspekte der Säkularisation.
In bäuerlichen Kreisen entwickelte sich nach 1800 parallel zur biedermeierlichen Möbelmalerei die Senntumsmalerei.

## Maler
Die Maler waren Einheimische und arbeiteten nur innerhalb der engsten Region, oft innerhalb eines einzigen Dorfes. Signiert haben die verschiedenen Künstler ihre Werke nie, aber jeder hatte seinen Stil. Aus der ganzen rund hundert Jahre dauernden Phase der Toggenburger Möbelmalerei sind die Künstler nicht namentlich bekannt. Sie werden deshalb mit Notnamen bezeichnet. Die Ähnlichkeiten in den Malereien ermöglichen Zuordnungen und für die Barock-Maler Begriffe wie der Maler der Soldaten, der Maler der Löwen mit Blumenschwänzen, der Maler der schönen Köpfe, der Pfingstrosenmaler, der Maler der frommen Sinnsprüche oder der Maler der Pärchenszenen.

### Pfingstrosenmaler

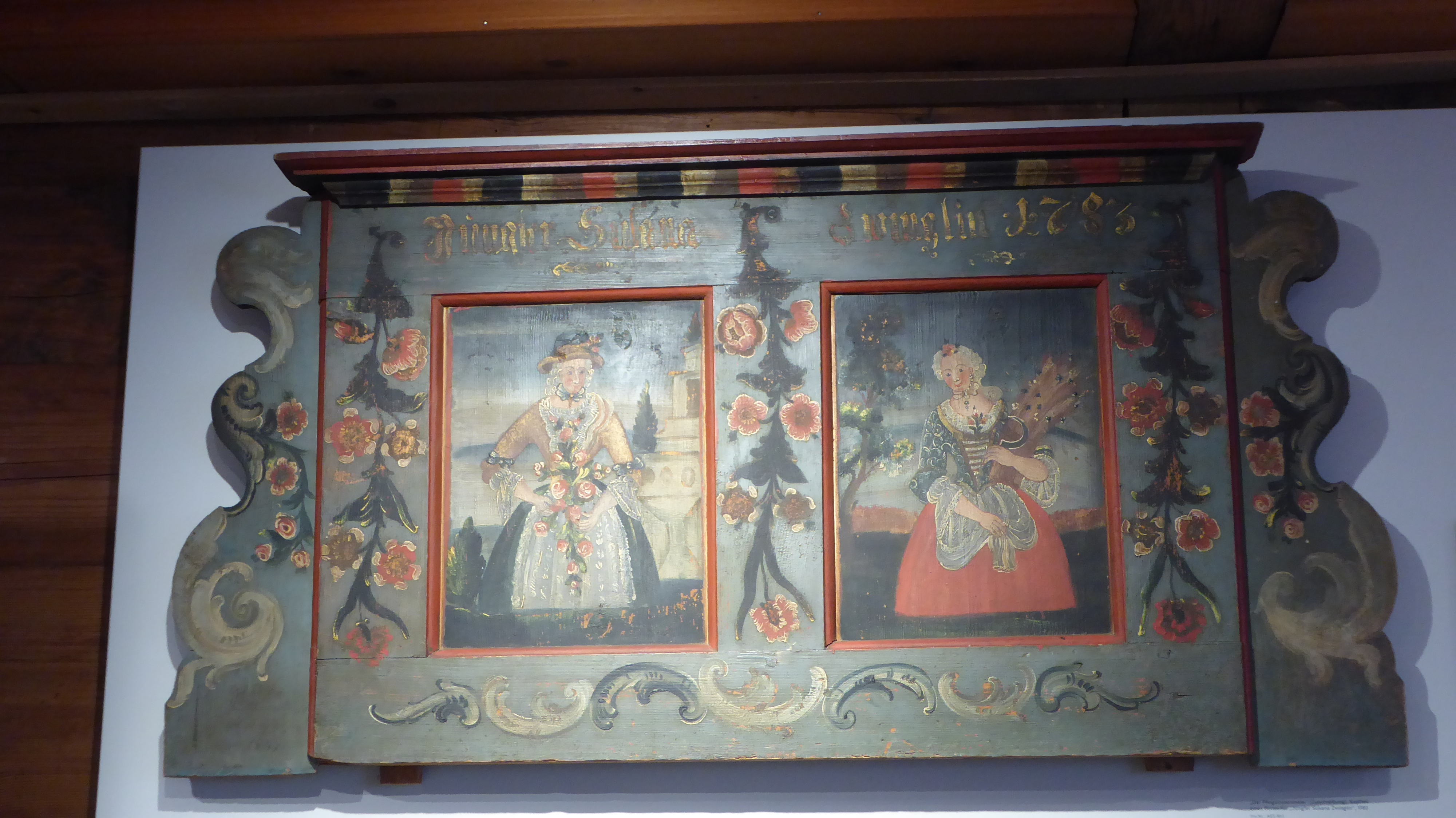
Betthaupt, Werk des Pfingstrosenmalers (Zuschreibung), 1784

Der Pfingstrosenmaler bezeichnet einen Möbelmaler, der immer irgendwo eine Pfingstrose verwendete. Die Füllungen des abgebildeten Betthaupts zeigen die beiden Jahreszeiten Frühling und Sommer in Gestalt zweier Damen. Als Vorlage diente ein Kupferstich von Rosalba Carriera.

### Maler der frommen Sinnsprüche

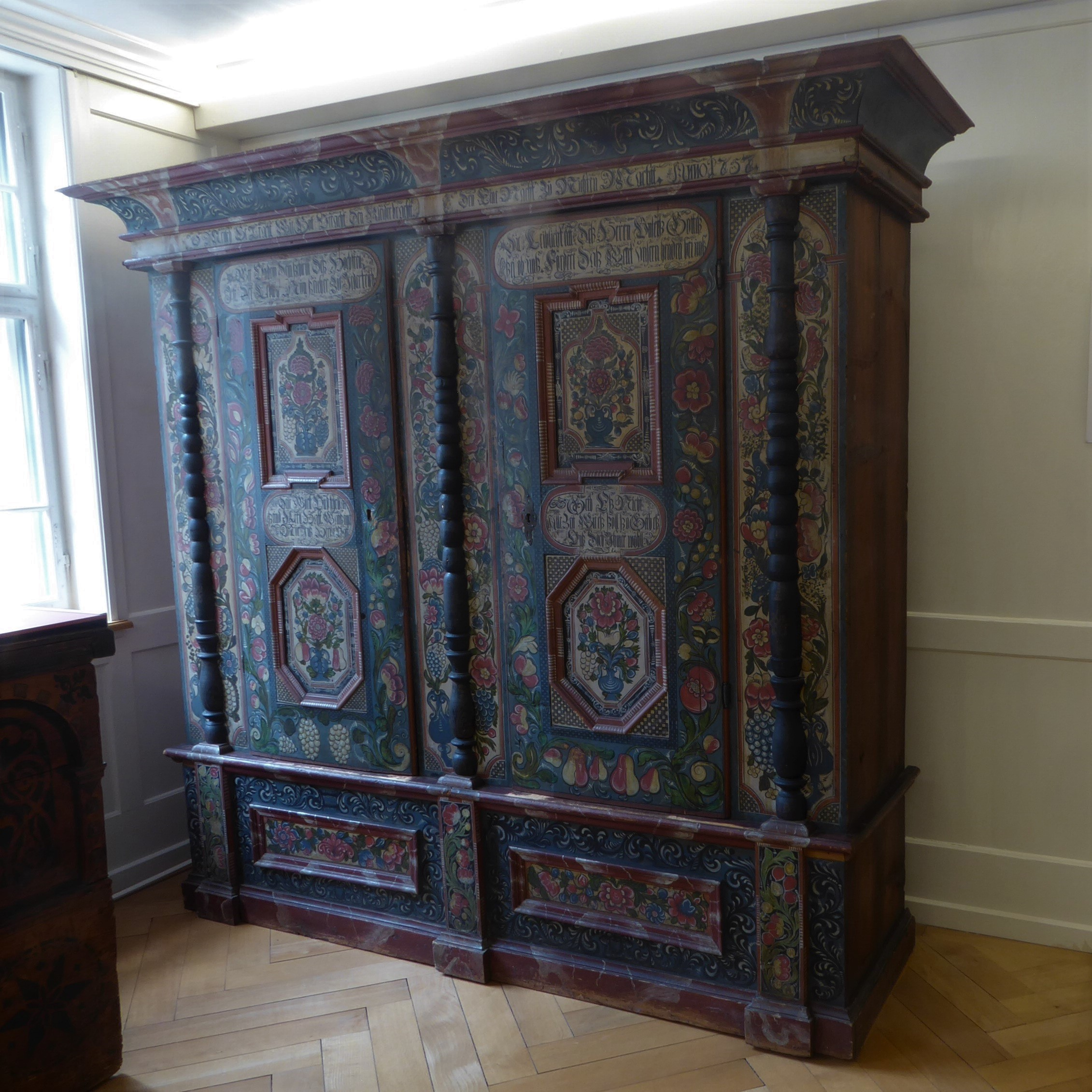
Doppeltüriger Barockkasten vom Maler der frommen Sinnsprüche, 1757

Von keinem anderen Maler wird der Bildeindruck so stark von der Schrift beherrscht wie vom Maler der frommen Sinnsprüche. Die Schrift erscheint meistens umrahmt und steht vor einer ornamental ausgeschmückten Umgebung. Wenig Beachtung schenkte er der orthografisch richtigen Anordnung der Buchstaben.

### Maler der Pärchenszenen
Die Toggenburger Möbelmaler der Rokoko-Epoche sind ebenso wenig bekannt wie die des Barocks. Charakteristisch sind der Eichhörnchenmaler, der Maler der Jagden und der Maler der Pärchenszenen.
Das Hauptthema des Malers der Pärchenszenen ist die Beziehung zwischen Mann und Frau. Bei den Möbeln des Pärchenmalers ist immer irgendwo eine Anemone zu finden. Von ihm sind mehr als 100 Arbeiten bekannt – keinem Toggenburger Möbelmaler werden mehr Werke zugeordnet. Wahrscheinlich hatte der Maler der Pärchenszenen seine Werkstatt in Ebnat-Kappel.
Die vier Werke werden dem Maler der Pärchenszenen zugeschrieben:

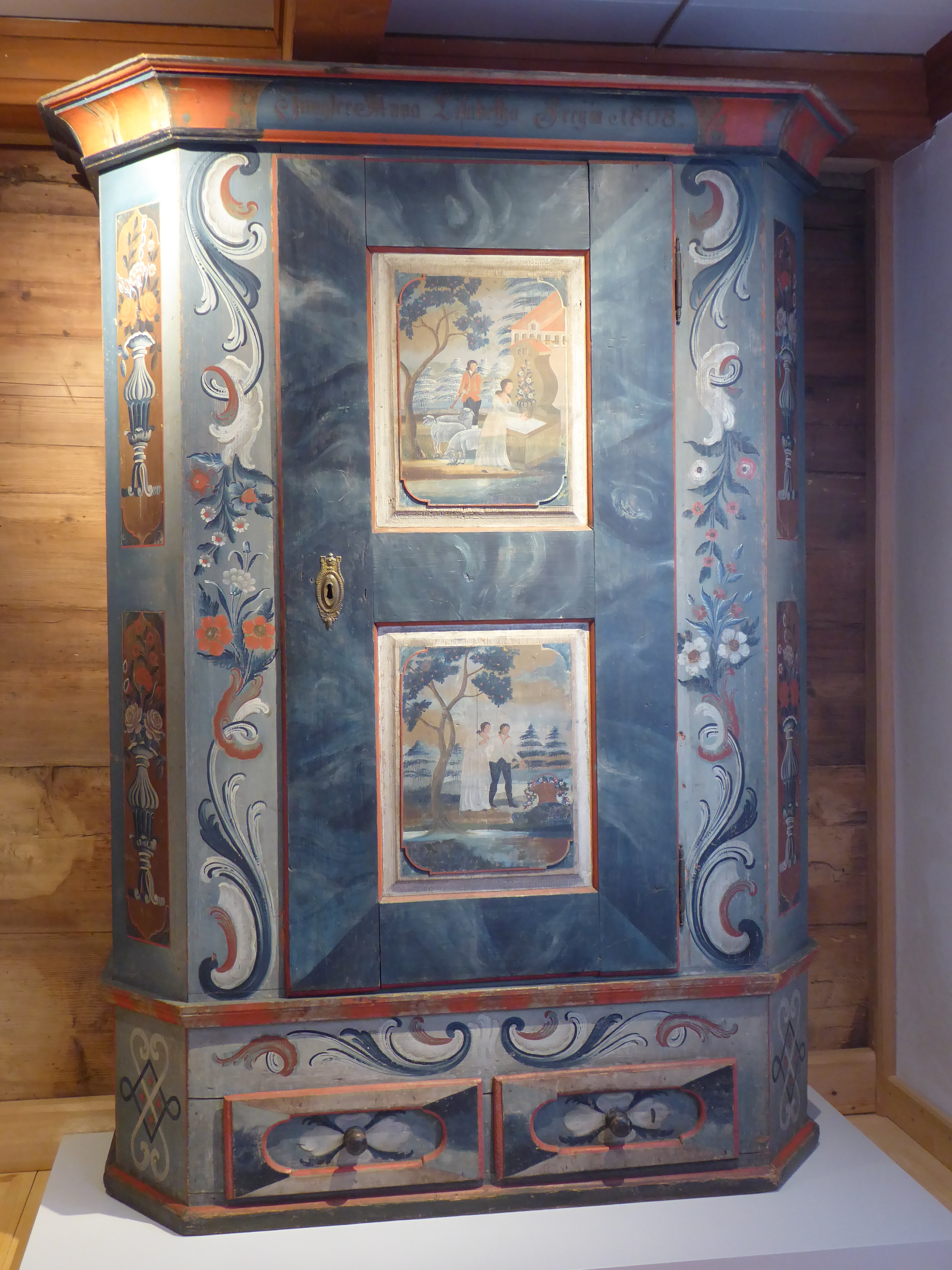
Schrank, 1808

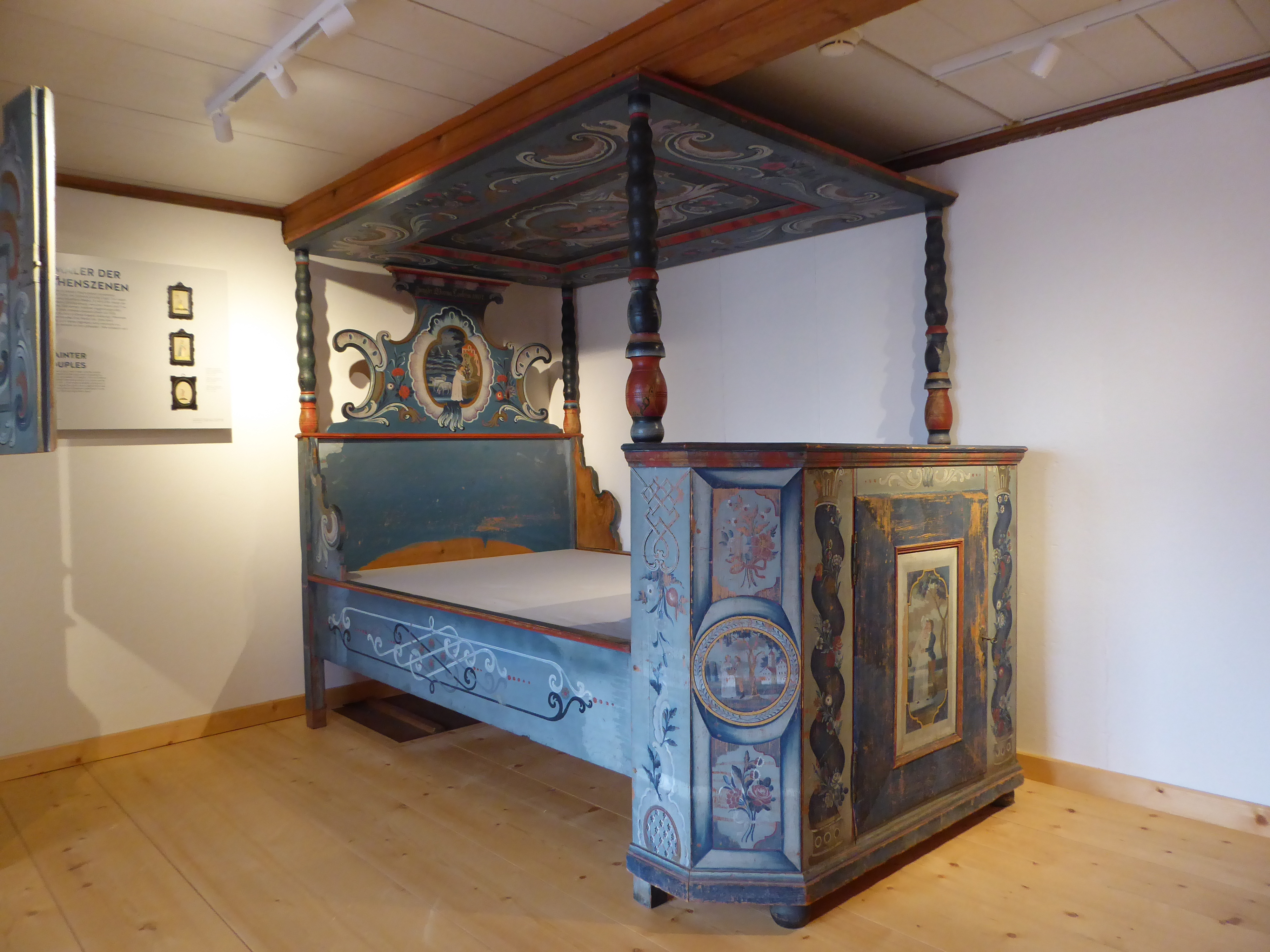
Himmelbett, 1807

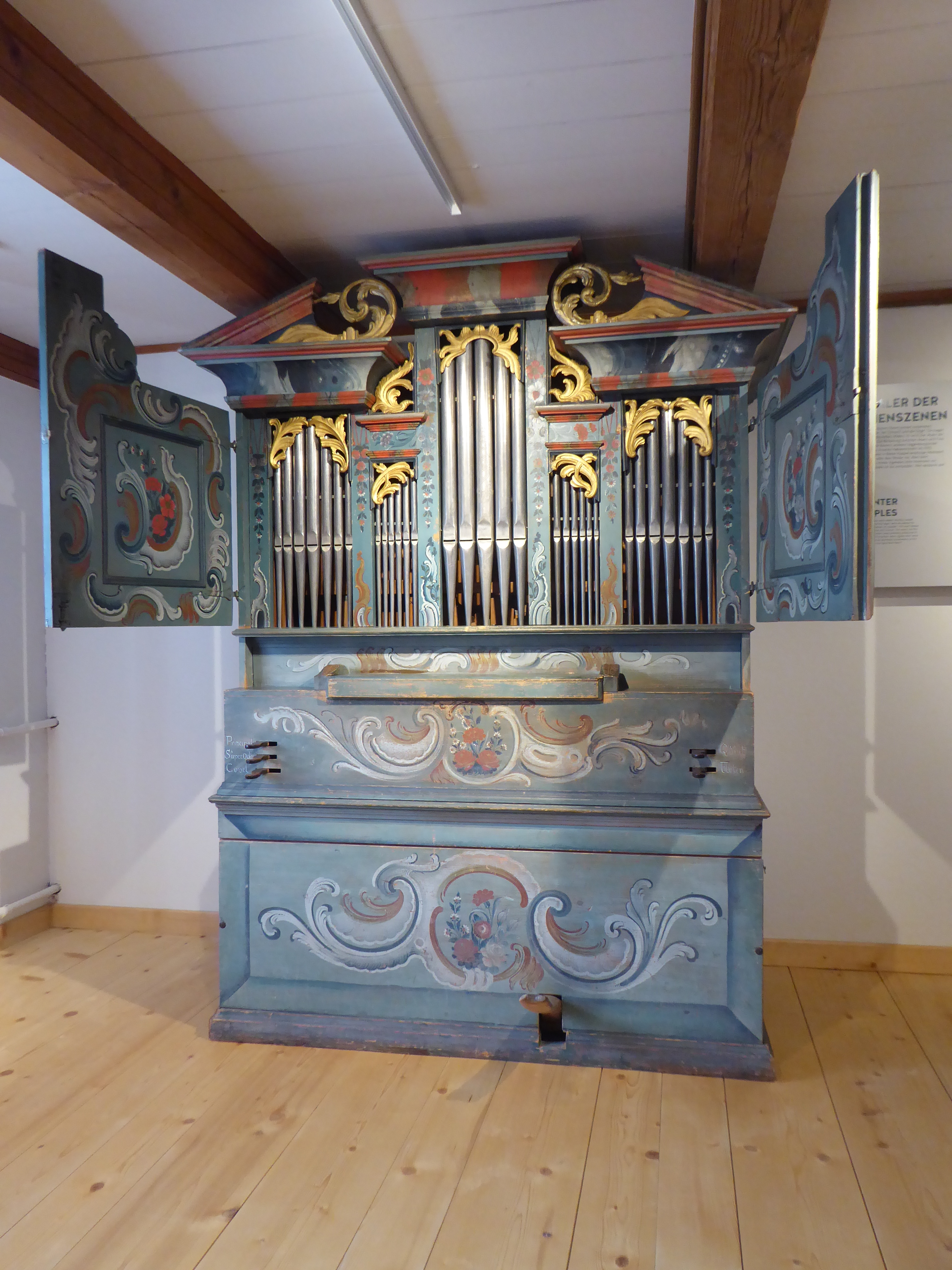
Hausorgel von J. Looser, 1800

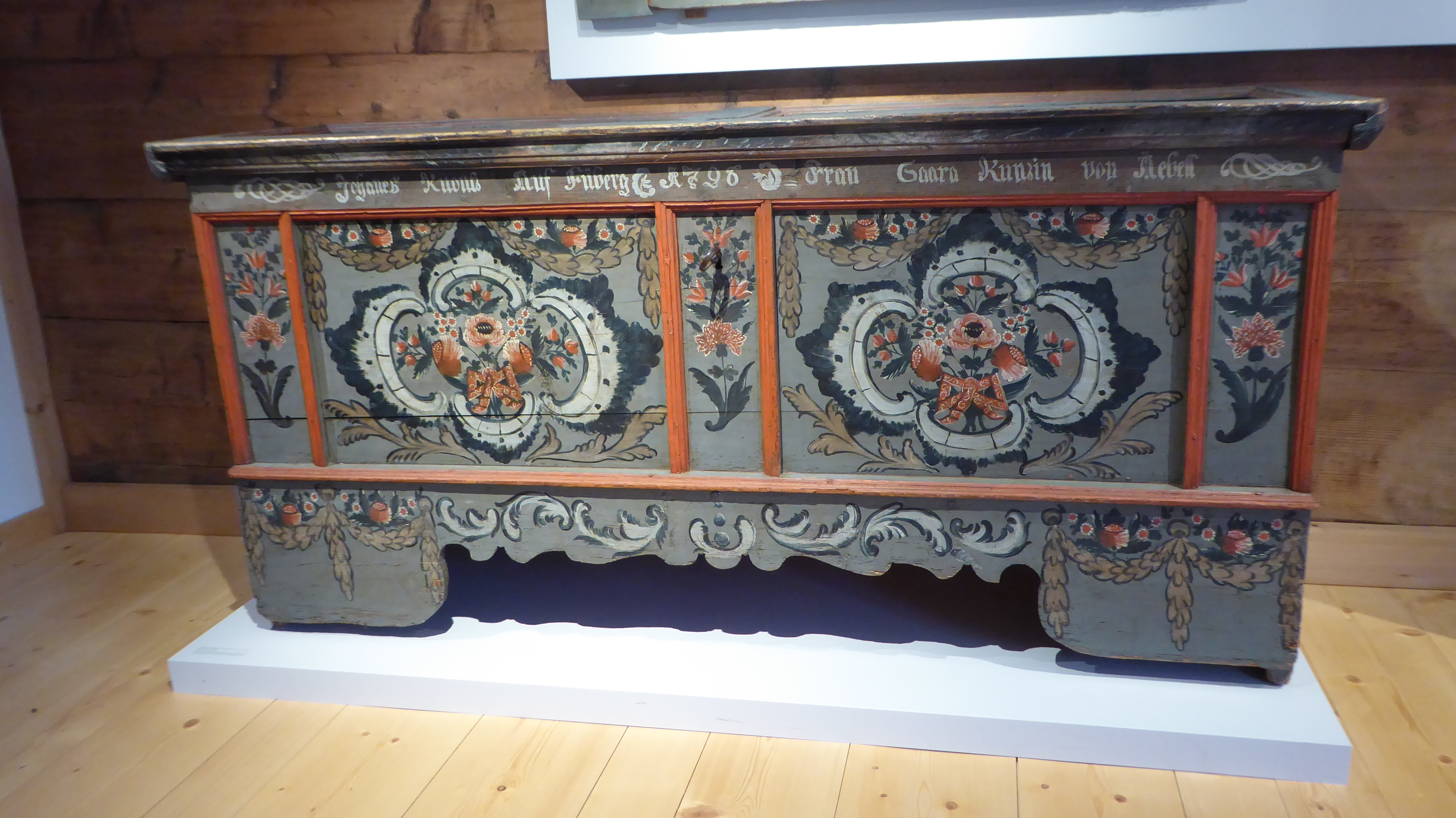
Truhe, 1808

## Motive

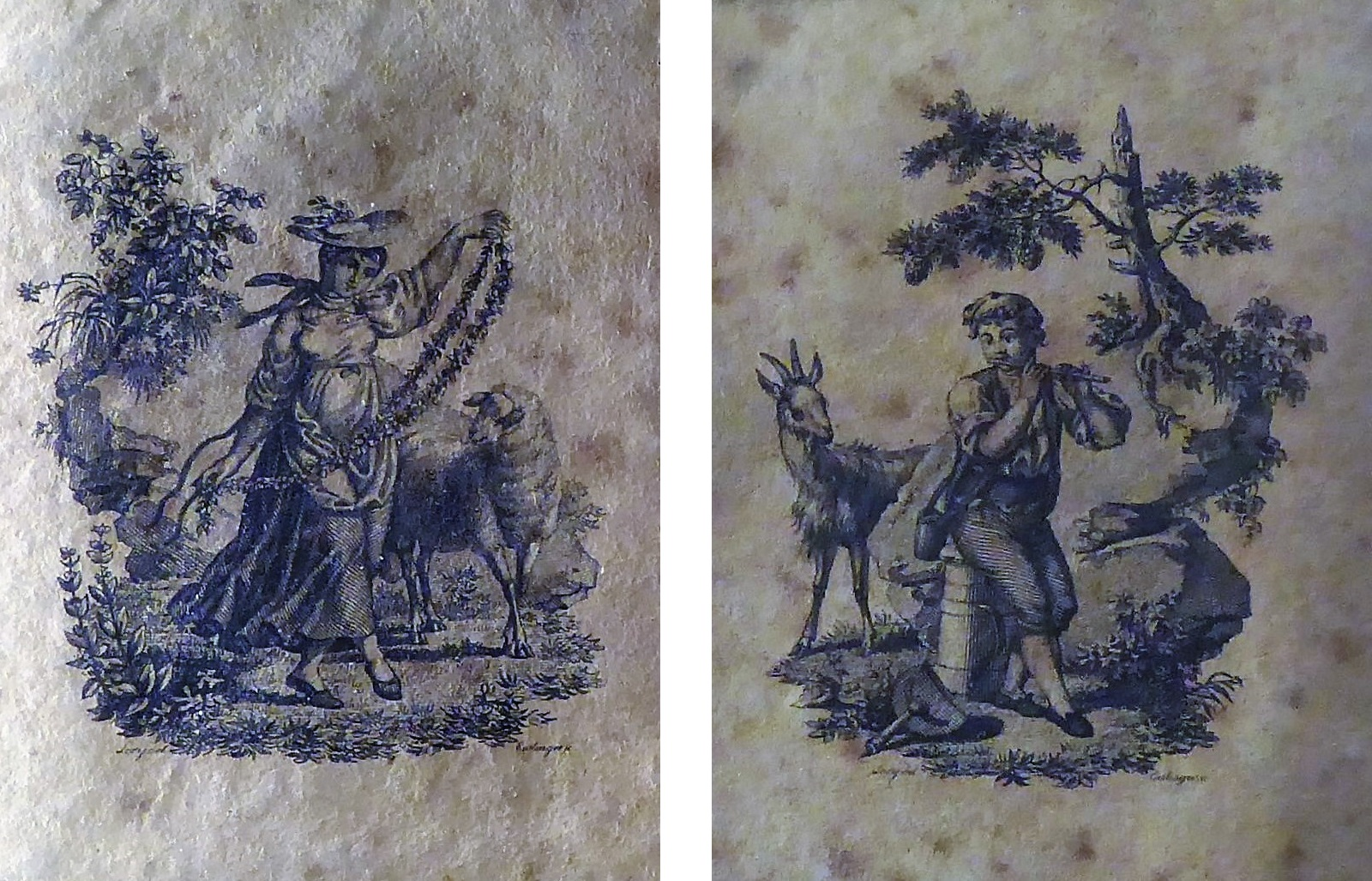
Der musizierende Senn und das Mädchen mit Blumengirlande auf dem Rokoko-Kasten für J. Ulrich Zublin wurden inspiriert durch Stiche von Gabriel Lory auf dem Einband des Damenalmanachs «Alpenrosen» aus dem Jahr 1818

Generell weisen die meisten farbigen Toggenburger Schränke aus dem 18. Jahrhundert einen dreistufigen Aufbau auf. Oben sind Auftraggeber und Jahreszahl zu finden. Über vielen Türen von Toggenburger Schränken schwebt ein Engelskopf, der gegen Ende des Jahrhunderts portraitähnliche Züge angenommen hat. In der Mitte sind Lebensbilder platziert. Blumen – Tulpen vor allem, weil sie Reichtum versprechen – Früchte, Vögel oder Menschen. Gerne liessen sich Toggenburger mit Tabakpfeifen oder Degen abbilden. Im Feld unter der Kastentür spielen sich Szenen ab, worin es um das Ungeheure oder den Tod geht. Das verbreitetste Motiv in der unteren Schicht ist die Jagd. Aber auch Soldatenheere, berittene Junker und Brücken tauchen auf.
Als Vorlagen dienten den Toggenburger Möbelmalern oft Kupferstiche. Sie waren im 18. Jahrhundert populär und sehr verbreitet.
Nach 1750 kommt die Farbe Blau immer häufiger auf. Blau war im 17. Jahrhundert nur im Adel verbreitet. Nach der Erfindung des chemisch hergestellten Preussischblaus sank der Preis.
Himmelszelt und Himmelsstadt schlugen sich da und dort als Abbild nieder. Es gibt Himmelbette, deren Deckuntersichten blau angemalt sind mit goldenen Sternen darauf.
Zur Himmelstadt ist nochmals Kirchgraber zitiert:
Überhaupt war alles Bauen letztlich ein Schatten des Bestrebens, das neue Jerusalem ins Werk zu setzen, dem Riss der Himmelsstadt folgend (…). Dem Menschen des 18. Jahrhunderts war das noch bewußt.
Die ländliche Möbelmalerei besass von Anfang an ein merkwürdiges Faible für Stadtdarstellungen. Obwohl stilistisch mit der Renaissance verbunden, sind Arkadenreihen seit dem Mittelalter auch ein allgemein verständliches Symbol der Stadt. Die Arkadenreihe auf Truhen und Schränken ist nicht an die Renaissance gebunden, sie taucht auch im späten 18. Jahrhundert auf.